# 東京都立江戸川高等学校
東京都立江戸川高等学校（とうきょうとりつ えどがわこうとうがっこう、英: Tokyo Metropolitan Edogawa High School）は、東京都江戸川区松島二丁目に所在する東京都立高等学校。江戸高の通称で親しまれる。

## 概要
1940年東京府立第十六中学校として開校。
制服はなく標準服であるため、私服登校も可能である。
3年生8学級、2年生8学級、1年生8学級である。（2022年度現在）
2012年度（平成24年度）より隔週土曜授業が開始される。

## 沿革
- 1940年1月12日 府立三中（両国高校）内に東京府立第十六中学校を設置
- 1941年4月1日 東京府立江戸川中学校と改称
- 1943年5月3日 現校舎に移転
- 1943年7月1日 都制施行にともない、東京都立江戸川中学校と改称
- 1948年4月1日 新学制により東京都立江戸川新制高等学校と改称
- 1950年1月26日 東京都立江戸川高等学校と改称。男女共学開始。
- 1952年 学区合同選抜制度導入。
- 1967年 学校群制度導入。小岩高校と64群を組む。
- 1982年 グループ合同選抜制度導入。深川・東・城東・小松川・小岩・葛西南・篠崎の各校と62グループを組む。
- 1994年 現在の単独選抜制度導入。
- 2006年 スポーツ特別推薦導入。
- 2008年 都立高校重点支援校となる。
- 2010年 進学指導推進校となる。
- 2011年 部活指導推進校となる。
- 2012年 隔週土曜授業開始。

## 部活動
硬式野球部が毎年都大会で活躍し（2001年度選手権東東京大会ベスト4、2008年度同大会ベスト16、2013年度同大会ベスト8進出、2016年度同大会ベスト8進出、2018年度同大会ベスト16進出）、過去には早実高も破った戦績を持つ。陸上部、弓道部、ハンドボール部はインターハイ、関東大会出場者を出すなど、下町に位置する環境からか各部とも熱心である。吹奏楽部は、毎年8月にタワーホール船堀や江戸川総合文化センターで「定期演奏会」が行われており、学校関係者だけでなく、多くの地元の人々が鑑賞している。
推薦（一般・スポーツ特別）も行われるようになり入学定員枠は募集人員の20％にあたる。スポーツ特別推薦では、調査書と面接及び実技試験を実施している。2011年度は、硬式野球（男子3名）、ソフトボール（女子2名）、バスケットボール（女子2名）、バレーボール（女子2名）、ハンドボール（男子2名）である。
第3回 全国高等学校クイズ選手権優勝校である（一時、優勝メンバーを中心にクイズ同好会が存在した）。

### 運動部
- 硬式野球部
- 陸上競技部
- 女バレーボール部
- 男女バスケットボール部
- 卓球部
- バドミントン部
- 硬式テニス部
- ソフトテニス部
- ソフトボール部
- サッカー部
- ダンス部
- 水泳部
- ハンドボール部
- 弓道部
- 剣道部

### 文化部
- 吹奏楽部
- 放送部
- 料理部
- 書道部
- イラストコミック部
- 美術部
- 演劇部
- 茶道部
- 華道部
- 写真部
- コンピュータ部
- 科学部
- ミュージック（軽音楽）部

### 同好会
- 合気道同好会
- 文芸同好会

## 生徒会
半年ごと（3月、9月）に改選。
- 生徒会執行部（会長1名、副会長1名（後期は2名）、会計1名、書記1名、後は各実行委員長4名　計8名）
- HR（ホームルーム）委員会
- 体育祭実行委員会
- 文化祭実行委員会
- 合唱祭実行委員会
- クラブ運営委員会
- 保健委員会
- 美化委員会
- 図書委員会

## 学校行事
体育祭（5月下旬頃）、江戸高祭（9月）、合唱祭（2月）、マラソン大会（2月頃）、球技大会（年2回）等が行われている。学校行事は生徒の自主性の伝統から生徒会や実行委員会の生徒を中心に運営している。体育祭は、各色別（赤・青・白・黄）に応援団があり、毎年行われる応援合戦が有名である。
文化祭（江戸高祭）は、1年生は演劇、2年生は企画（展示）、3年生は模擬店（主に食品）をやることになっている。
毎年、中庭ライブもあるため多くの地域住民が来場している。
合唱祭は、毎年2月に江戸川区総合文化センター大ホールで行われる(1,2年生)。生徒の保護者以外には非公開。
1年生は1学期終了後、2クラスずつで4期にわたり各2泊3日でHR（ホームルーム）合宿を実施する。場所は、長野県小諸市にある本校の施設「菱野山荘」（ひしのさんそう）で、キャンプファイヤやバーベキュー、ハイキングを行って生徒の交流を深めている。

## 交通
- JR総武線新小岩駅 徒歩15分
- 都営バス 新小21・新小22 「江戸川高校前」下車 徒歩2分

## 関係者

### 著名な出身者
- 五十嵐良雄（教育評論家）
- 立川三貴（俳優）
- 伊藤昌弘（元民社党衆議院議員）
- 古沼貞雄（元帝京高校サッカー部監督）
- 三枝春生（古生物学者）[1]
- ラッキィ池田（振付師）
- 宮田博行（ボクシング宮田ジム会長。現役高校生時代にボクシング新人王）
- 叶芳和（帝京平成大学教授）
- 鷹松宏一（俳優）
- 山本昌平（俳優）
- 横森良造（アコーディオン奏者）
- 米谷優（フリースタイルスキー（スロープスタイル、ハーフパイプ）選手）
- 林幸治（ミュージシャン、TRICERATOPSベース・コーラス）[2]

### 著名な教職員・関係者
- 福嶋正信（同校硬式野球部元指導者）
- 伊達昌司（同校硬式野球部元指導者、元プロ野球選手）[3]